# Jakub Rada
Jakub Rada (Praga, 5 maggio 1987) è un calciatore ceco, centrocampista del Spoje Praga.

## Palmares

### Competizioni nazionali
- Campionato slovacco: 1

Slovan Bratislava: 2008-2009
- Coppa di Slovacchia: 1

Spartak Trnava: 2018-2019
- Coppa della Repubblica Ceca: 1

Mladá Boleslav: 2015-2016